# Notograptus guttatus
Notograptus guttatus är en fiskart som beskrevs av Günther, 1867. Notograptus guttatus ingår i släktet Notograptus och familjen Plesiopidae. Inga underarter finns listade i Catalogue of Life.